# Бућка
Бућка је, од давнина позната, направа од дрвета, у новије време и метала, помоћу које аласи лове сома на Дунаву и другим већим рекама у Србији. У Текији, на Ђердапу, организује се манифестација „Златна бућка Ђердапа”, која је такмичарско-забавног карактера.
Бућка је посебна дрвена палица дужине око 50cm на чијем крају је „печурка” величине петодинарца. Та печурка може бити испупчена или удубљена, а на риболовцу је да одбере какав модел ће користити у зависности од дубине воде.
Само бућкање је радња којом аласи једном руком равномерним ударањем по површини воде изазивају необичан специфичан звук, који сома покреће из дубине ка површини воде, према месту где се бућка. Ту га чека већ припремљен мамац у води, који се састоји од струне са кићанком, оловом и удицом, на којој је најчешће црна глиста, пијавица или дурдубак. Сомови који се на овај начин улове имају по десетак и више килограма. 
Према неким изворима, постојбина овог специфичног начина улова сома је на реци Дон у Русији.